# Lentinus levis
Lentinus levis är en svampart som först beskrevs av Berk. & M.A. Curtis, och fick sitt nu gällande namn av William Alphonso Murrill 1915. Lentinus levis ingår i släktet Lentinus och familjen Polyporaceae.   Inga underarter finns listade i Catalogue of Life.